# فولکس‌واگن گل
فولکس واگن گل (به انگلیسی: Volkswagen Gol)  خودرویی هاچ‌بک رده اقتصادی ECO با طراحی مشترک گروه فولکس آلمان و فورد بر پایه پلتفرم بدنه گروه بی فولکس  (BX)توسط کارخانه فولکس واگن فوسکا برزیل با طراحی و نظارت در ساخت فولکس واگن آلمان جهت حضور در کشورهای در حال توسعه قاره آمریکای لاتین تولید شده‌است.

## تاریخچه فولکس واگن گل
فولکس واگن گل از سال ۱۹۸۷ برای بازار آمریکای جنوبی  توسط کارخانه فولکس واگن فوسکا برزیل که بعد از وولسبورگ دومین کارخانه بزرگ و مهم خودروسازی فولکس واگن آلمان است ، در هشت نسل G1 تا G8 و در نسخه‌های کوپه، کامپکت سدان و وانت با موتورهای بنزینی، دیزلی و در حجم‌های ۱ الی ۲ لیتر (۱ معمولی و توربو ،۱/۲ معمولی و توربو، ۱/۴، ۱/۶ معمولی و توربو، ۱/۸لیتری (در ایران)، ۱/۹لیتر و ۲لیتر، بیش از ۸ میلیون عدد به فروش رسیده‌است، از سال‌های ۱۹۸۷ در برزیل و ۱۹۸۸ در آرژانتین پر فروش‌ترین خودرو و محبوب‌ترین خودرو شده‌است.این خودرو در کشورهای برزیل. آرژانتین. شیلی. کلمبیا، با نام فولکس واگن گل و در کانادا با تغییراتی با نام فولکس واگن فاکس تولید و عرضه شد  نامگذاری فولکس گل از زبان برزیلی به معنی «هدف» و «مقصود» گرفته‌شده اما دلیل دیگر نامگذاری این خودرو شباهت داخل و بیرون آن به نسل دوم و سوم گلف می‌باشد. آخرین نسل گل  یعنی نسل هشتم G8 در سال ۲۰۲۳ بصورت محدود در تیراژ ۱۰۰۰ نسخه بصورت پلتفرم کراس اوور در برزیل تولید و بعد از آن تولید خودرو در برزیل با نام گل متوقف و این خودرو به تاریخ پیوست.بین سالهای ۲۰۰۴ تا ۲۰۰۶ مدلی از نسل سوم G3 آن با دو حجم موتور ۱ و ۱/۸ لیتر  در روسیه و چین و مصر با نام فولکس واگن پوینتر مونتاژ و عرضه شد.

## فولکس واگن گل در ایران
فولکس واگن گل در نسل سوم G3 بصورت فول آپشن( جز حذف سیستم ضد قفل ترمز ABS و افزودن رادیات کمکی جلو) و موتور ۱/۸ لیتر بازطراحی شده  آئودی EA827 توسط برزیلی ها بنام VW APو امکانات رفاهی که ویزه بازار آسیا و آفریقا بود طی سال‌های ۱۳۸۴ تا ۱۳۸۹ توسط گروه خودروسازان بم از زیرمجموعه‌های شرکت کرمان موتور عرضه گردید.
گروه خودروسازان بم فیس‌لیفت دوم از نسل دوم فولکس واگن گل (نسل سوم یا G3) رااز سال ۸۳ شروع به مونتاژ کرد. در سال ۸۶ به منظور بهینه کردن سیستم ترمز با بزرگ‌تر کردن کفشک‌های ترمزهای جلو   و جایگزین شدن بوستر ترمز برزیلی وارگا با مدل Bosch که منجر به غیرقابل تعمیر شدن بوستر آن و هزینه تعویض کامل بوستر ترمز میشد.
فولکس واگن گل از موتور ۱۸۰۰ سی‌سی ۸ سوپاپ خطی طراحی آئودی EA827 که بصورت چینش قائم برخلاف چینش افقی خودروهای روز (به دلیل امنیت بیشتر سرنشینان در زمان تصادف) بهره می‌برد که سرعتی معادل ۱۹۰ کیلومتر و شتاب ۱۱٫۳ ثانیه‌ای داشت.

### معایب فولکس واگن گل
معایب: کمبود و گرانی قطعات داخل کابین(گرانی قطعات موتوری باکیفیت)، کمبود تعمیرکار خبره در شهرستان‌ها به نسبت شهر تهران - تنش حرارتی بالای موتور و توجه به بازدید شیلنگ و سرویس خنک کاری موتور  گیربکس هماهنگ با موتور ولی عملکرد نسبتاً متوسط و به زوزه افتادن گیربکس  - صدای کنیستر بنزین در سرما به صورت تق تق در حالت درجا (براحتی قابل رفع توسط مکانیک) کولر با خنکی متوسط به دلیل بزرگی مقطع جریان هوا - دستی بودن تهویه مطبوع - محدودیت در تیونینگ و قطعات اسپرت در ایران مصرف سوخت صدی ۹/۱ به دلیل حجم موتور ۱/۸ لیتری - ارزانترین خودروی خارجی باکیفیت بازار به دلیل تبلیغات منفی و سودجویی دلالان - قطعه های گران و یا ارزان بی کیفیت به دلیل انحصاری و مافیایی و دلال گونه بودن فروشندگان قطعه

### نقاط قوت فولکس واگن گل
قوت: هندلینگ عالی بخاطر گشتاور نسبتاً بالا استفاده از سرب در سر شاسی جلو برای بالا بردن سطح ایمنی - سیستم ترمز ضربدری بهینه شده - داشتن دو ایربگ جلو - آینه‌های برقی - دزدگیر - موتور ۱۸۰۰ سی سی قدرتمند و کم استهلاک با توان حدود ۱۰۰ الی ۱۱۲ اسب بخار و گشتاور ۱۵۲ الی ۱۶۳ نیوتن متر و شتاب خوب - خروجی برق ۱۲ ولت فندکی مجزا از فندک خودرو) - کیفیت رنگ بسیار بالا - شیشه برقی برای ۴ سر نشین - صندلی کامل تاشو عقب - بدنه مقاوم و محکم - امنیت بالاتر به نسبت پلتفرم‌های دیگر در زمان سرقت - وجود دو ایربگ - صندلی مبل مانی بسیار راحت و عالی - سیستم تعلیق نرم و تعادل بسیار خوب در پیچ‌های تند - آنتن رادیو مخفی نصب در شیشه جلو - سیستم پاور ویندوز فابریک و سیستم انتی ترپ هر چهار شیشه - کیلومتر همراه با کامپیوتر سفری هوشمند رنگی (ساخت در ایران) - دکمه صندوق عقب هوشمند (ساخت در ایران) - چراغ پارک - مشترک بودن برخی قطعات مصرفی این خودرو با سایر خودروها - طراحی توسط برند خودروسازی اول دنیا - تنوع رنگ‌های بی نظیر و جذاب
| مشخصات فولکس واگن گل | مشخصات فولکس واگن گل |
| موتور                | ۴ سیلندر ۸سوپاپ ۱۸۰۰ سی‌سی، ۹۹ اسب بخار |
| گیربکس               | ۵ دنده معمولی |
| فرمان                | هیدرولیک |
| نیروی محرکه          | محور جلو |
| ترمزها               | جلو دیسکی / عقب کاسه ای |
| ظرفیت باک            | ۵۱ لیتر (۸لیتر رزرو) |
| تایرها               | ۱۸۵x۶۰x۱۴ استاندارد ۱۸۵x۶۵x۱۴ ۱۷۵x۷۰x۱۳ |
| طول خودرو            | ۳۹۱۶ میلی‌متر |
| عرض خودرو            | ۱۶۲۱ میلی‌متر |
| فاصله محور چرخ‌ها     | ۲۴۶۸ میلی‌متر |
| ارتفاع               | ۱۴۱۵ میلی‌متر |
| تجهیزات              | سیستم کولر کمپرسوردار سیستم ترمز ABS ایربگ جلو رادیو پخش استریو قفل مرکزی سیستم هشدار ضد سرقت آینه‌های بغل برقی شیشه بالابر برقی چراغ مه‌شکن جلو صندلی تاشو عقب گرمکن شیشه عقب انتی ترپ فابریک برف پاک‌کن شیشه عقب چراغ ترمز سوم سنسور التراسونیک داخل کابین |
| -------------------- | --- |

## نگارخانه

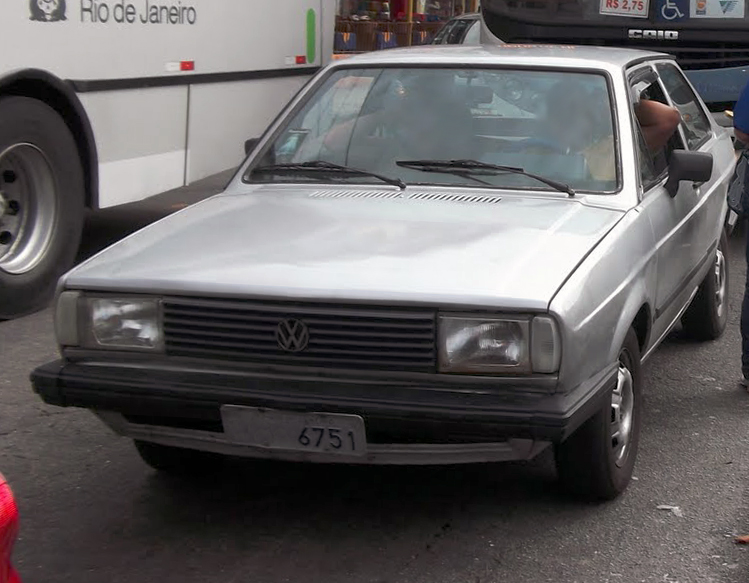
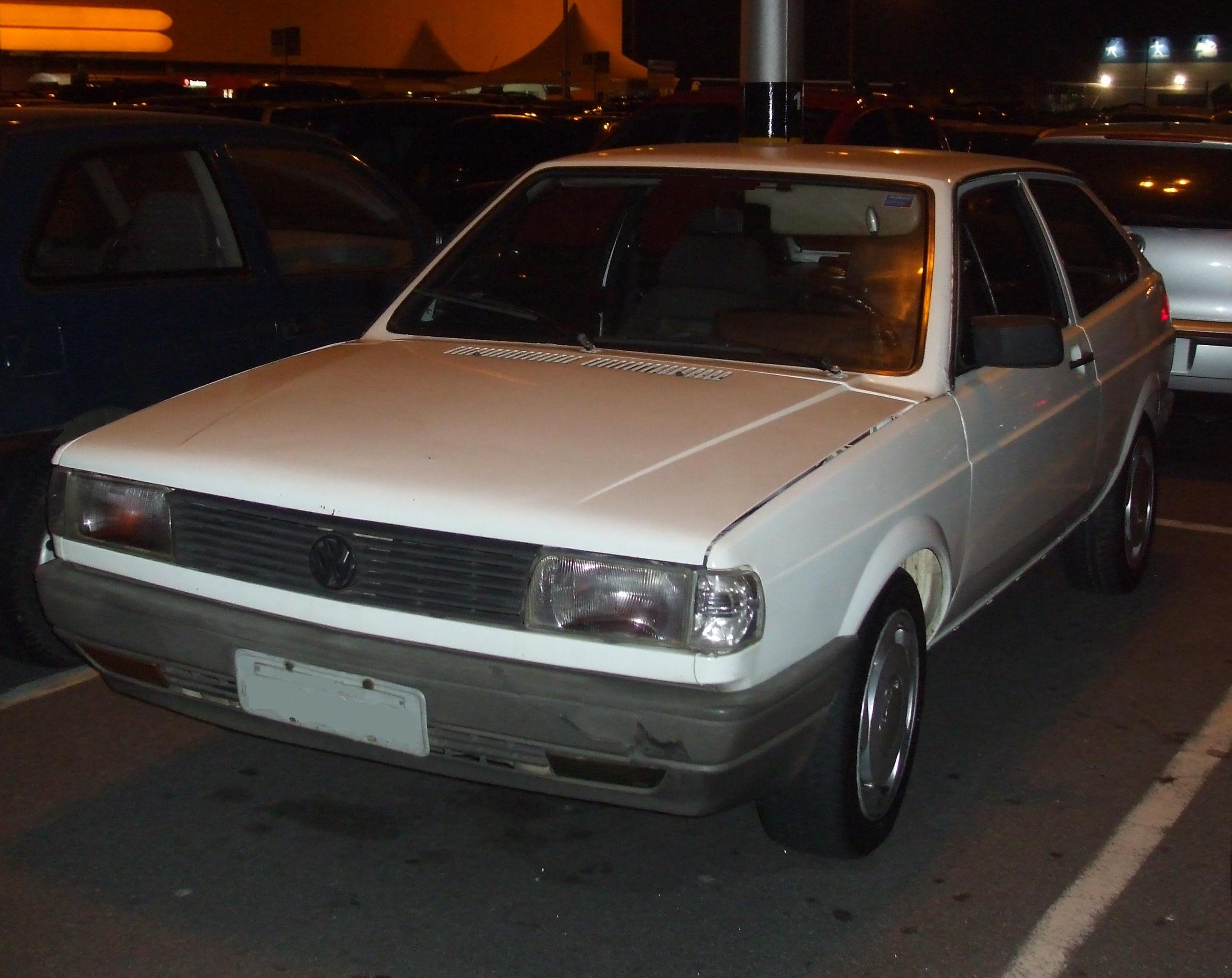
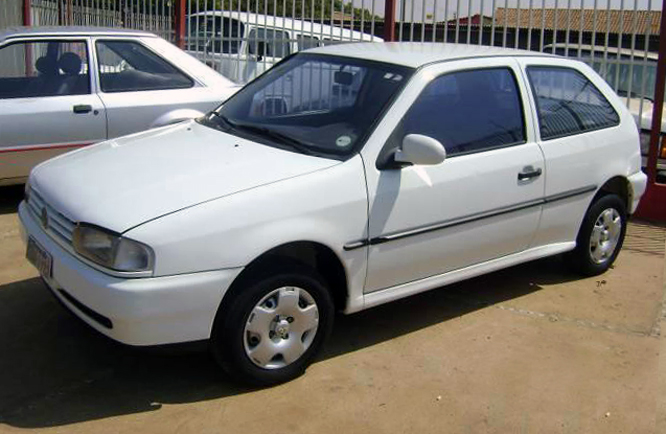
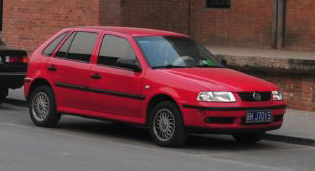
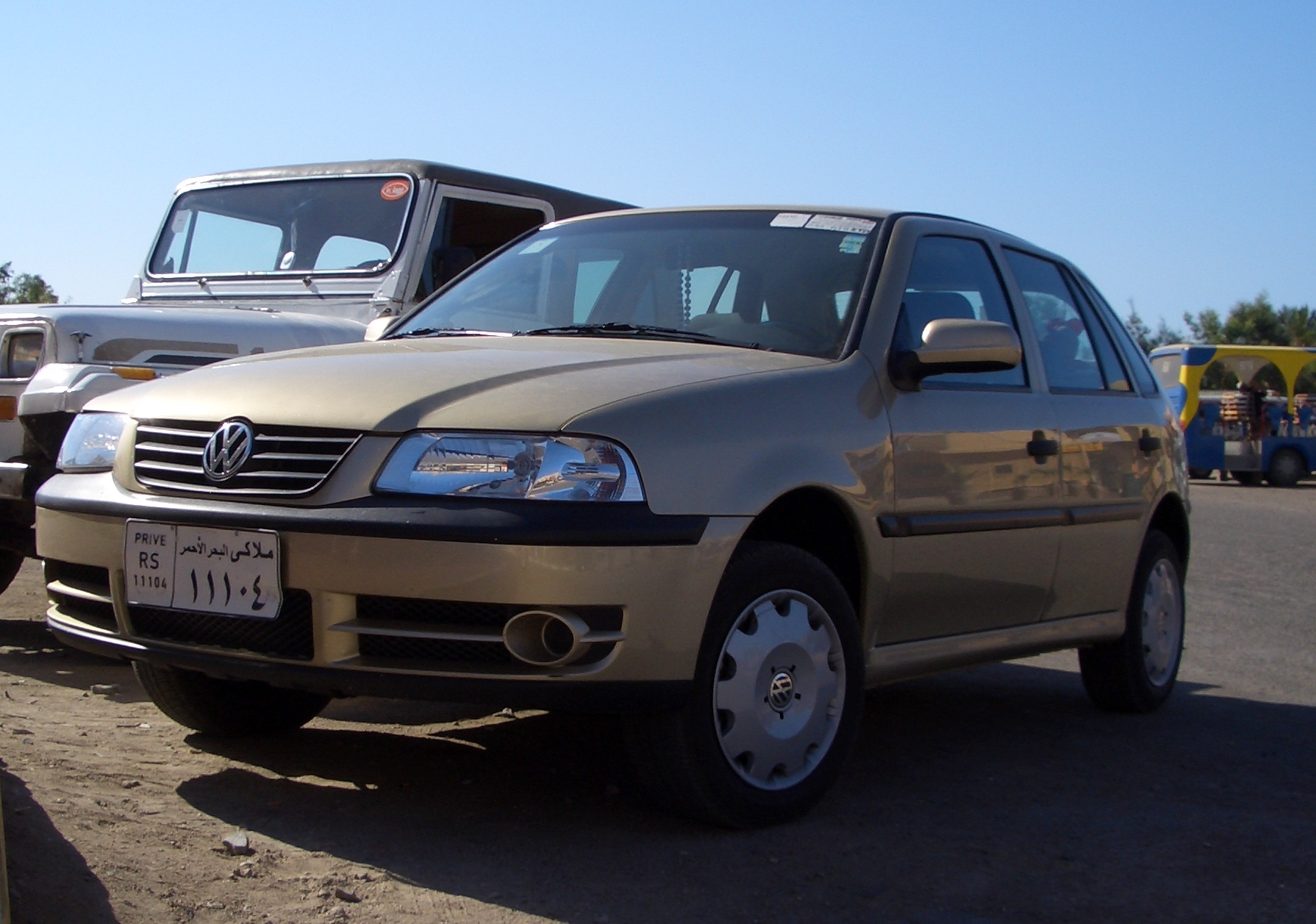
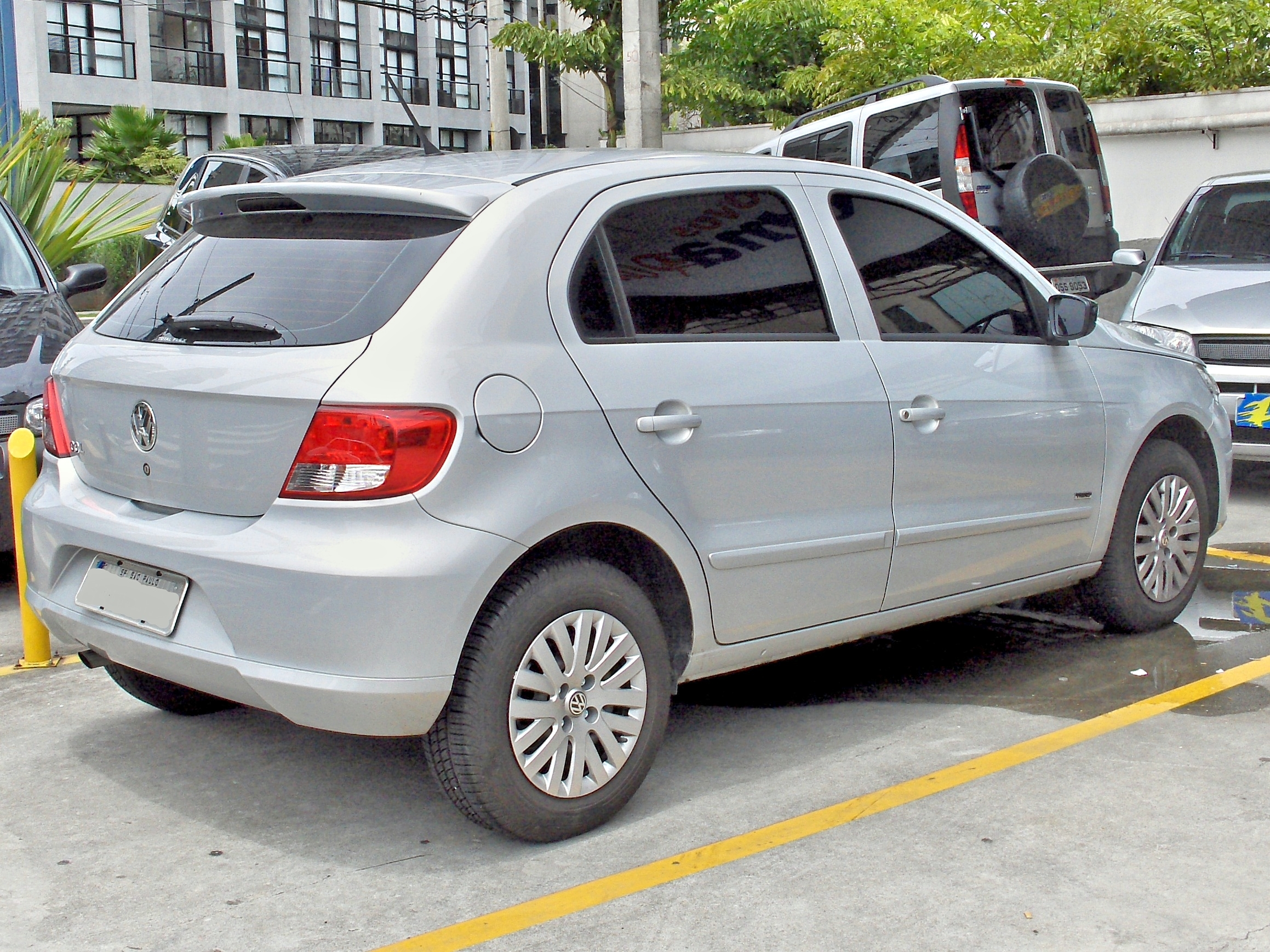
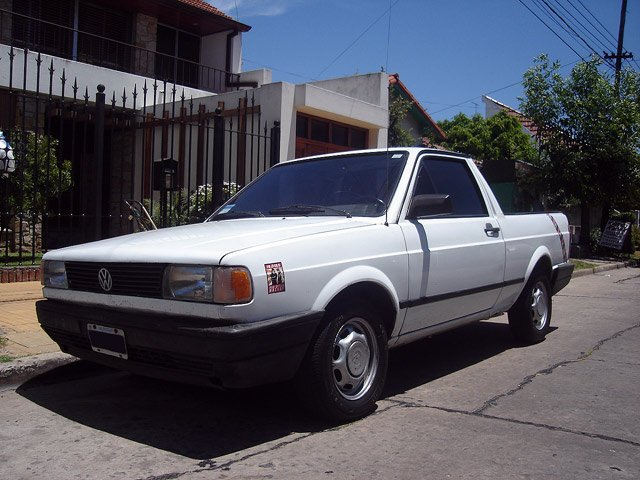
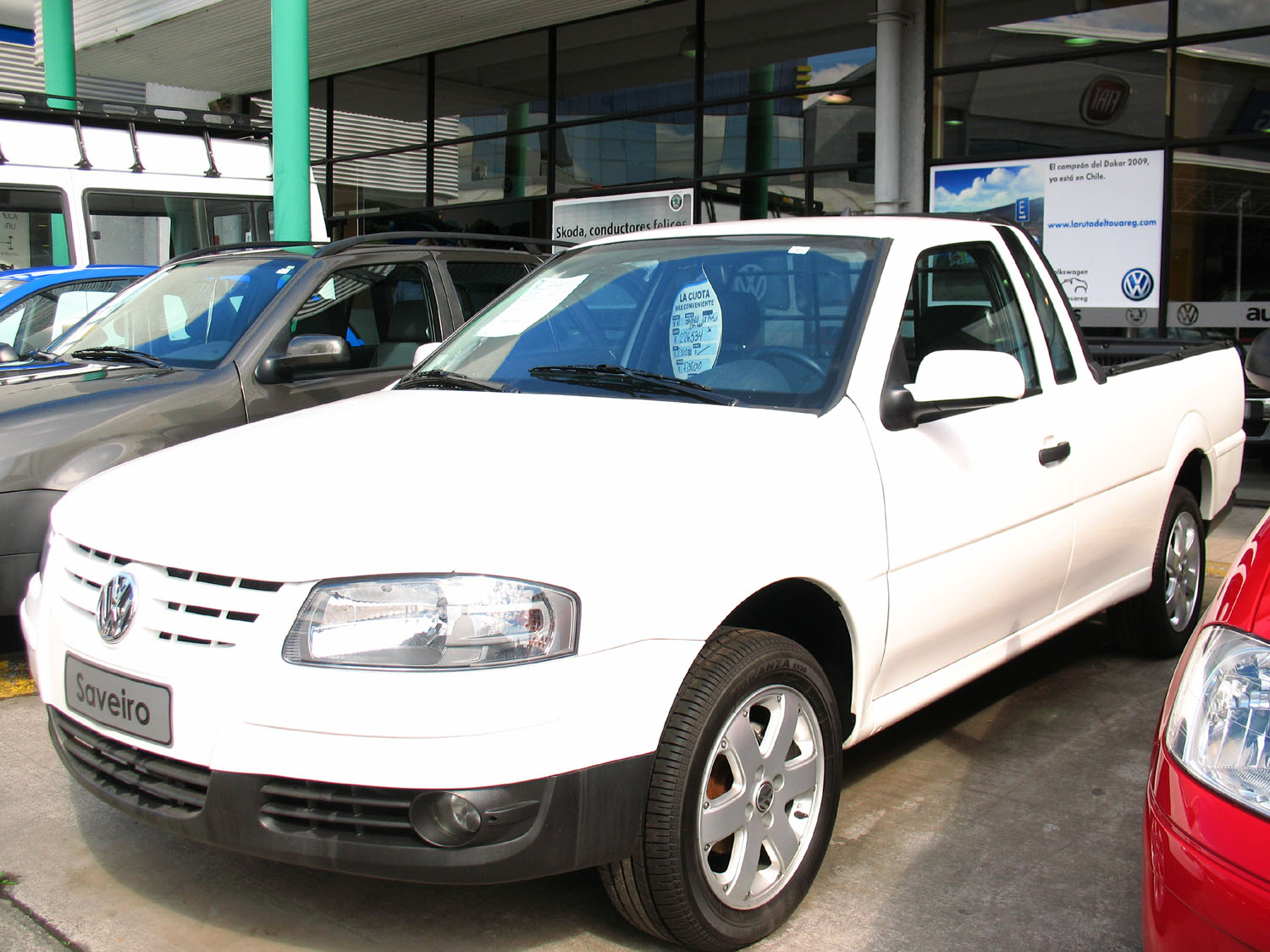
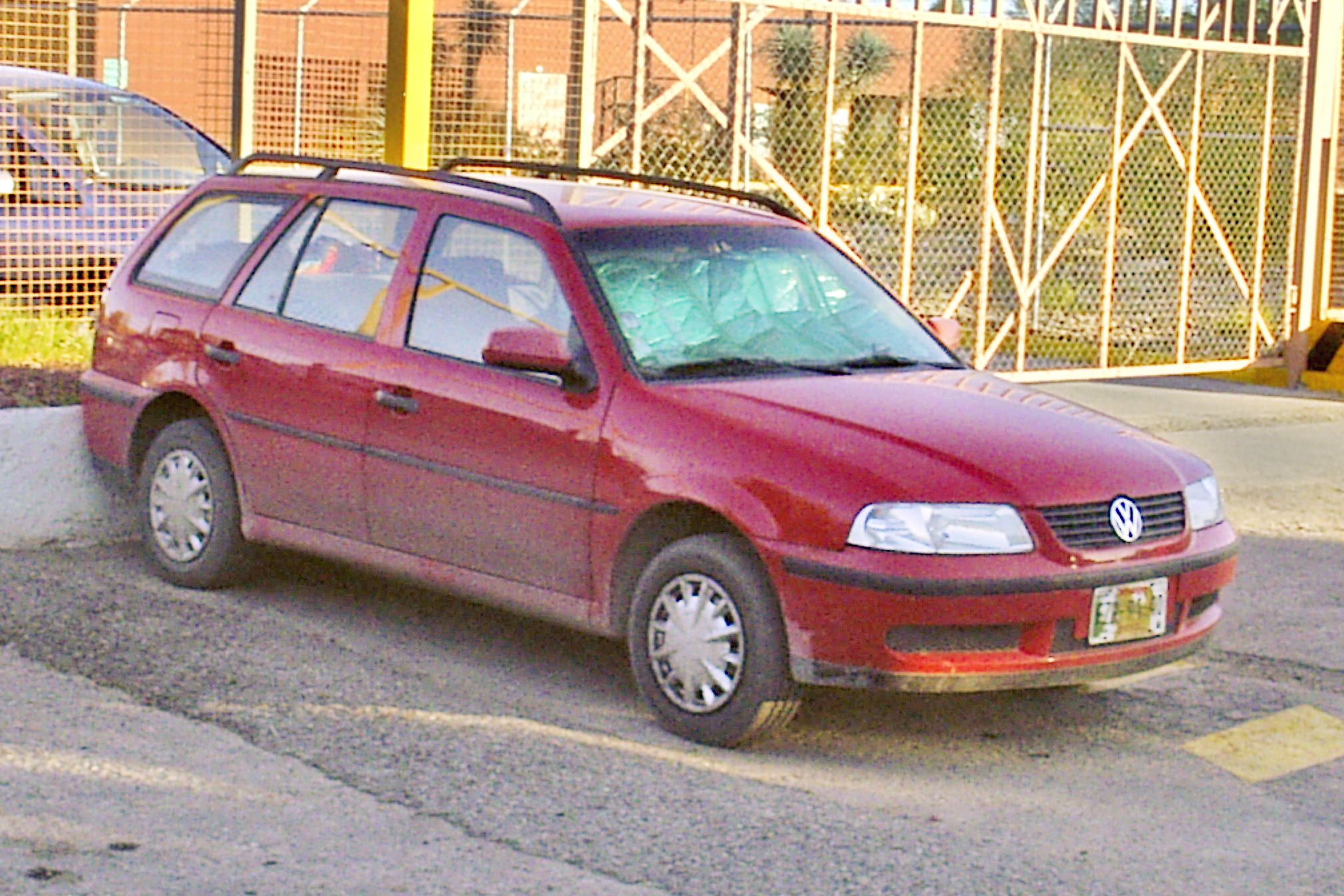
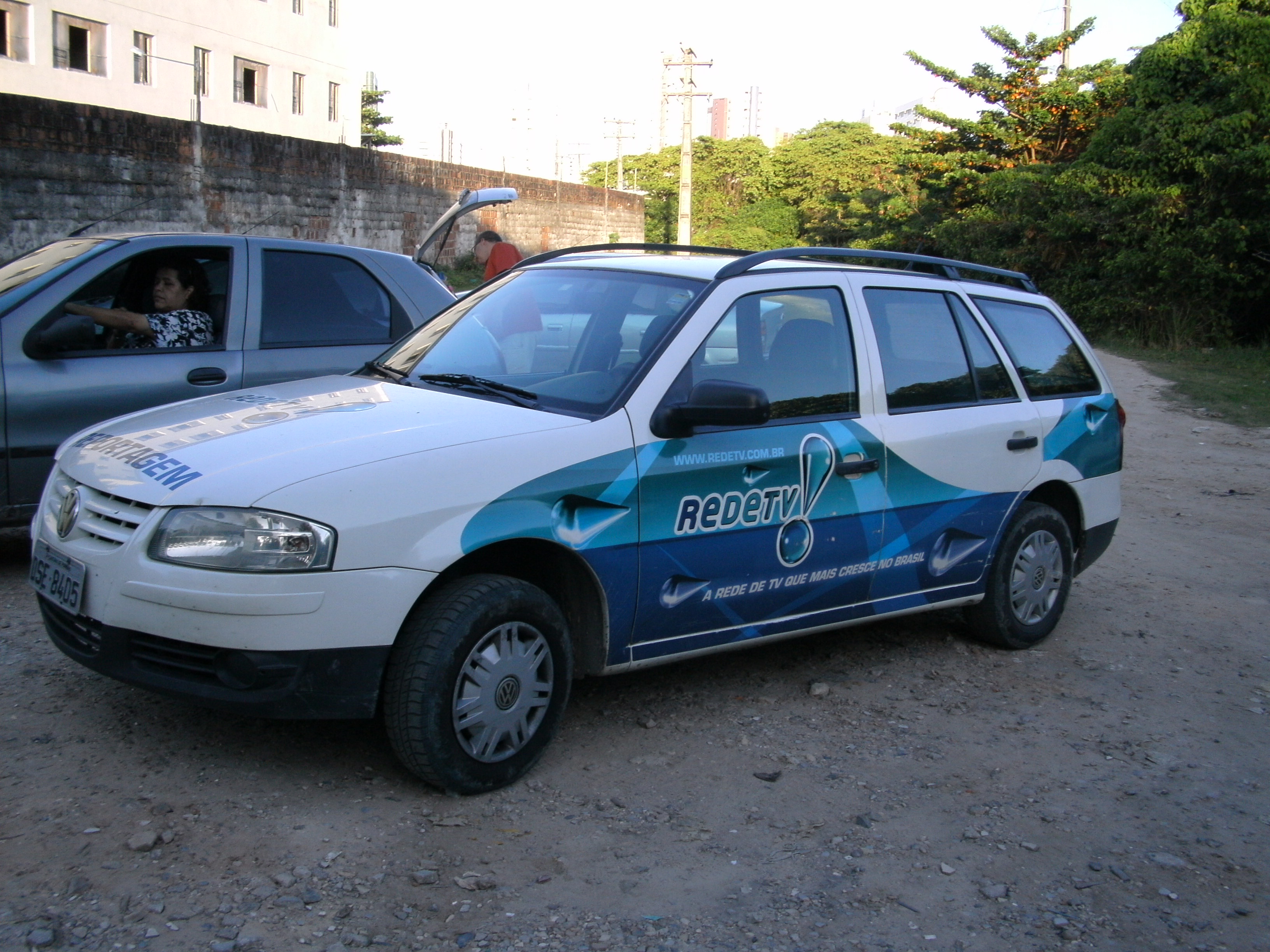
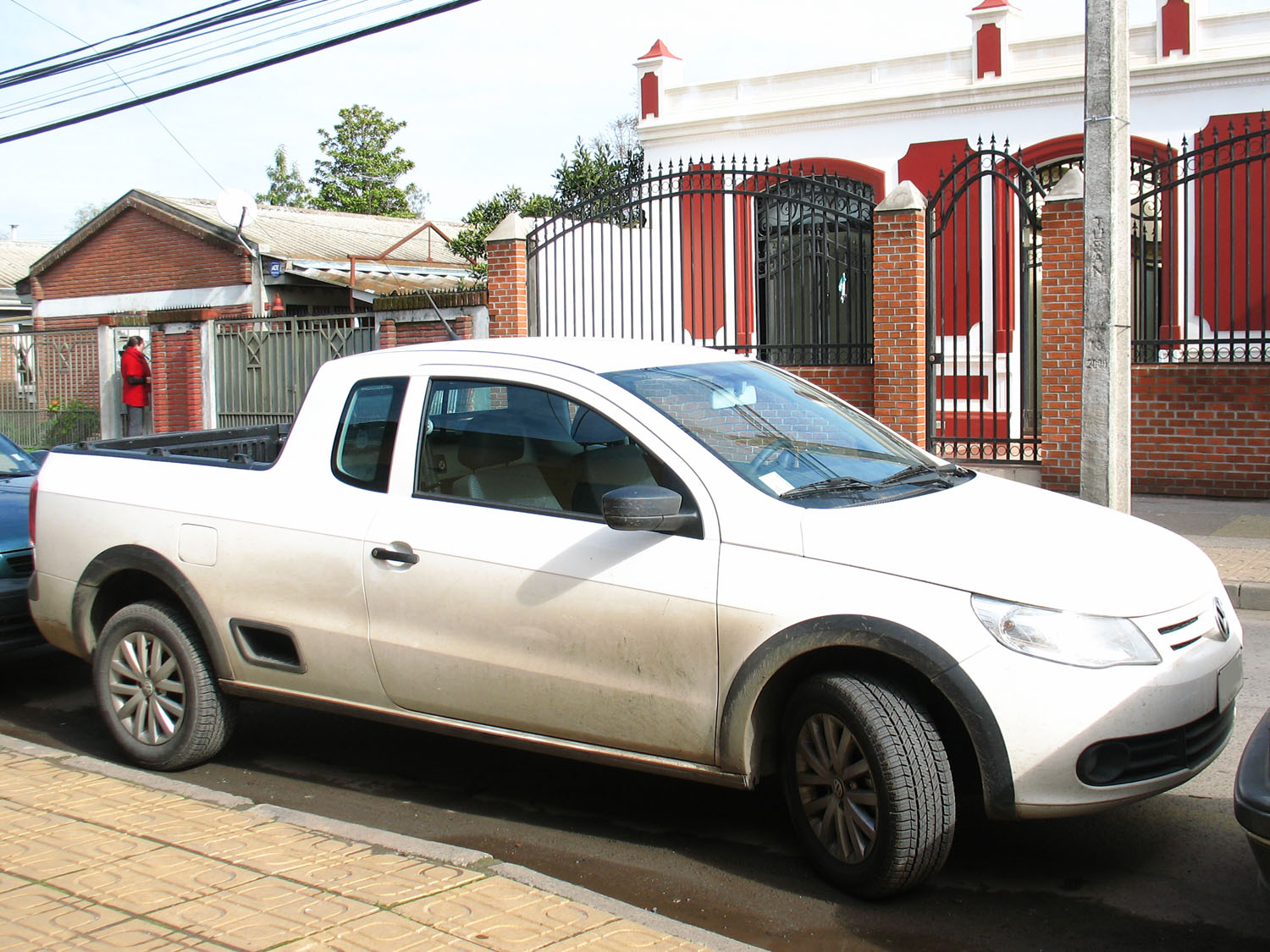
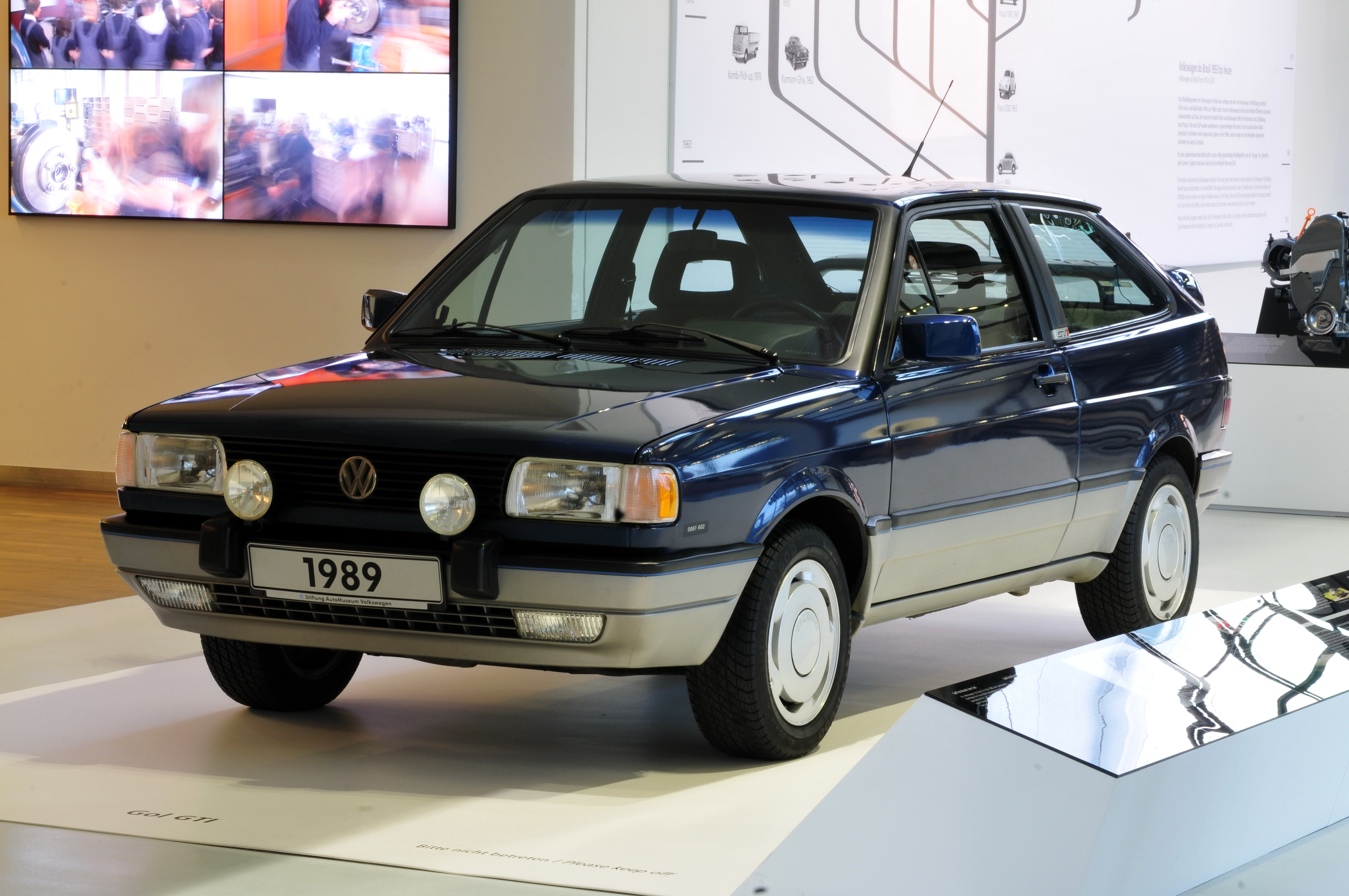